# Grzegorz Gilewski
Grzegorz Gilewski (Radom, 1973. február 24. –) lengyel nemzetközi labdarúgó-játékvezető.

## Pályafutása

### Nemzeti játékvezetés
A játékvezetői vizsga megszerzését követően különböző labdarúgó osztályokban szerezte meg a szükséges tapasztalatokat. Ellenőreinek, sportvezetőinek javaslatára lett az I. liga játékvezetője. 2008. november 9-én őrizetbe vették a lengyel-labdarúgásban kirobban bundabotrány miatt. Feltételezések szerint közel 31 600 EUR összeget fogadott el a mérkőzés eredményének befolyásolása érdekében. Gilewski az egyik legismertebb lengyel játékvezető, hazájában ő volt az első hivatásos bíró, havonta 3000 eurót kapott azért, hogy kizárólag a meccsek irányításából éljen.

### Nemzetközi játékvezetés
A Lengyel labdarúgó-szövetség Játékvezető Bizottsága (JB) 2001-ben terjesztette fel nemzetközi játékvezetőnek, a Nemzetközi Labdarúgó-szövetség (FIFA) bírónak tagjai közé. Folyamatosan lépkedett előre a ranglétrán, egyre erősebb besorolású mérkőzéseket vezetett. 2005-ben a FIFA elitbe sorolták és folyamatosan vezetett nemzetközi mérkőzéseket. A lengyel nemzetközi játékvezetők rangsorában, a világbajnokság-Európa-bajnokság sorrendjében többedmagával a 2. helyet foglalja el 9 találkozó szolgálatával. 2008-ban felfüggesztették nemzetközi tevékenységét. Sikeresen harcolt a vádak ellen, 2010-ben visszahelyezték pozíciójába.

#### Világbajnokság
A világbajnoki döntőhöz vezető úton Németországba a XVIII., a 2006-os labdarúgó-világbajnokságra és Dél-Afrikába a XIX., a 2010-es labdarúgó-világbajnokságra a FIFA JB bíróként alkalmazta. 2008-ban a FIFA JB bejelentette, hogy a 2010-es labdarúgó-világbajnokság lehetséges játékvezetők átmeneti listájára jelölte. Etikátlan magatartása miatt ártatlanságának kivizsgálásáig kizárták a nemzetközi keretből.

##### 2006-os labdarúgó-világbajnokság
| Időpont             | Helyszín                                     | Mérkőzés típusa           | Mérkőzés                 | Eredmény | Nézők száma |
| ------------------- | -------------------------------------------- | ------------------------- | ------------------------ | -------- | ----------- |
| 2004. augusztus 18. | Giuleşti Valentin Stănescu Stadion, Bukarest | előselejtező (1. csoport) | Románia–Finnország       | 2 : 1    | 17 500      |
| 2005. március 26.   | Park Stadion, Koppenhága                     | előselejtező (2. csoport) | Dánia–Kazahsztán         | 3 : 0    | 20 980      |
| 2005. október 8.    | Municipal Stadion, Aveiro                    | előselejtező (3. csoport) | Portugália–Liechtenstein | 2 : 1    | 29 000      |

##### 2010-es labdarúgó-világbajnokság
| Időpont              | Helyszín                | Mérkőzés típusa           | Mérkőzés            | Eredmény | Nézők száma |
| -------------------- | ----------------------- | ------------------------- | ------------------- | -------- | ----------- |
| 2008. szeptember 10. | Gradski Stadion, Skopje | előselejtező (9. csoport) | Macedónia–Hollandia | 1 : 2    | 11 000      |

2007-ben Dél-Korea rendezte az U17-es labdarúgó-világbajnokságot, ahol a FIFA JB bíróként alkalmazta. 
| Időpont             | Helyszín                       | Mérkőzés típusa        | Mérkőzés             | Eredmény | Nézők száma |
| ------------------- | ------------------------------ | ---------------------- | -------------------- | -------- | ----------- |
| 2007. augusztus 18. | Világbajnoki Stadion, Szögvipo | selejtező (B. csoport) | Brazília–Új-Zéland   | 7 : 0    | 8 500       |
| 2007. augusztus 25. | Városi Stadion, Goyang         | selejtező (D. csoport) | Franciaország–Japán  | 2 : 1    | 11 054      |
| 2007. augusztus 21. | Városi Stadion, Szuwon         | selejtező (A. csoport) | Costa Rica–Dél-Korea | 2 : 0    | 23 120      |
| 2007. augusztus 29. | Gwang-Yang Stadion, Gwangyang  | egyik nyolcaddöntő     | Ghána–Brazília       | 1 : 0    | 5 500       |

#### Európa-bajnokság
Anglia rendezte a 2001-es U16-os labdarúgó-Európa-bajnokságot, ahol a FIFA JB bírói szolgálatra vette igénybe.
| Időpont           | Helyszín                          | Mérkőzés típusa        | Mérkőzés              | Eredmény | Nézők száma |
| ----------------- | --------------------------------- | ---------------------- | --------------------- | -------- | ----------- |
| 2001. április 22. | The Shay Stadion, Halifax         | selejtező (C. csoport) | Svájc–Magyarország    | 2 : 1    | 150         |
| 2001. április 24. | New Ferens Stadion, Durham        | selejtező (A. csoport) | Spanyolország–Belgium | 5 : 0    |             |
| 2001. május 3.    | St James' Park Stadion, Newcastle | egyik elődöntő         | Anglia–Franciaország  | 0 : 4    | 30 160      |

2004-ben Németországban már sokkal erősebb tornán, az U21-es labdarúgó-Európa-bajnokságon, ahol az Olaszország–Szerbia és Montenegro (2:1) és a Németország–Portugália (1:2) csoportmérkőzéseket koordinálta.
| Időpont         | Helyszín                | Mérkőzés típusa        | Mérkőzés                          | Eredmény |
| --------------- | ----------------------- | ---------------------- | --------------------------------- | -------- |
| 2004. május 29. | Ruhr Stadion, Bochum    | selejtező (A. csoport) | Olaszország–Szerbia és Montenegró | 2 : 1    |
| 2004. június 2. | Bruchweg Stadion, Mainz | selejtező (B. csoport) | Németország–Portugália            | 1 : 2    |

Az európai-labdarúgó torna döntőjéhez vezető úton Portugáliába a XII., a 2004-es labdarúgó-Európa-bajnokságra és Ausztriába és Svájcba a XIII., a 2008-as labdarúgó-Európa-bajnokságra az UEFA JB játékvezetőként foglalkoztatta. 2008-ban a döntő tornán az UEFA JB a játékvezetők tartalékának, negyedik játékvezetőnek foglalkoztatta.

##### 2004-es labdarúgó-Európa-bajnokság
| Időpont           | Helyszín                      | Mérkőzés típusa           | Mérkőzés                   | Eredmény | Nézők száma |
| ----------------- | ----------------------------- | ------------------------- | -------------------------- | -------- | ----------- |
| 2002. október 16. | Laugardalsvöllur, Reykjavik   | előselejtező (5. csoport) | Izland–Litvánia            | 3 : 0    | 3 513       |
| 2003. április 2.  | Windsor Park Stadion, Belfast | előselejtező (6. csoport) | Észak-Írország–Görögország | 0 : 2    | 7 187       |

##### 2008-as labdarúgó-Európa-bajnokság
| Időpont           | Helyszín                    | Mérkőzés típusa           | Mérkőzés                        | Eredmény | Nézők száma |
| ----------------- | --------------------------- | ------------------------- | ------------------------------- | -------- | ----------- |
| 2006. október 11. | Laugardalsvöllur, Reykjavik | előselejtező (F. csoport) | Izland–Svédország               | 1 : 2    | 8 700       |
| 2007. június 6.   | A.Le Coq Stadion, Tallinn   | előselejtező (E. csoport) | Észtország–Anglia               | 0 : 3    | 10 500      |
| 1971. február 3.  | GSP Stadion, Nicosia        | előselejtező (C. csoport) | Görögország–Bosznia-Hercegovina | 3 : 2    | 15 000      |